# Philippe Ribot
Philippe Ribot est un carme catalan du XIVe siècle, à l'origine d'un ouvrage majeur de la spiritualité du Carmel, sur base d'une réappropriation mystique de la figure biblique du prophète Élie.

## Biographie

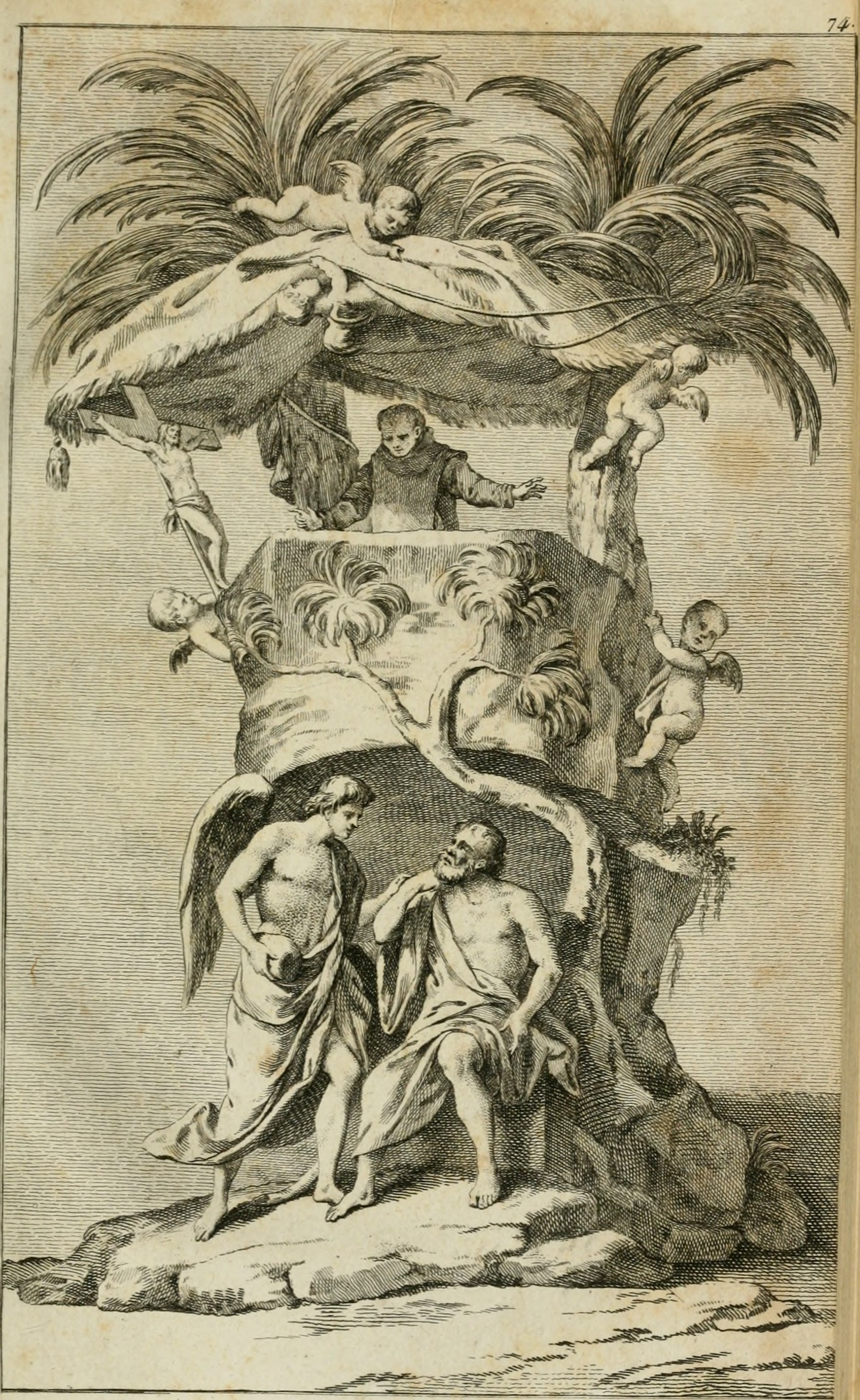
Le prophète Élie représenté sous la chaire d'un carme du XVIIIe siècle

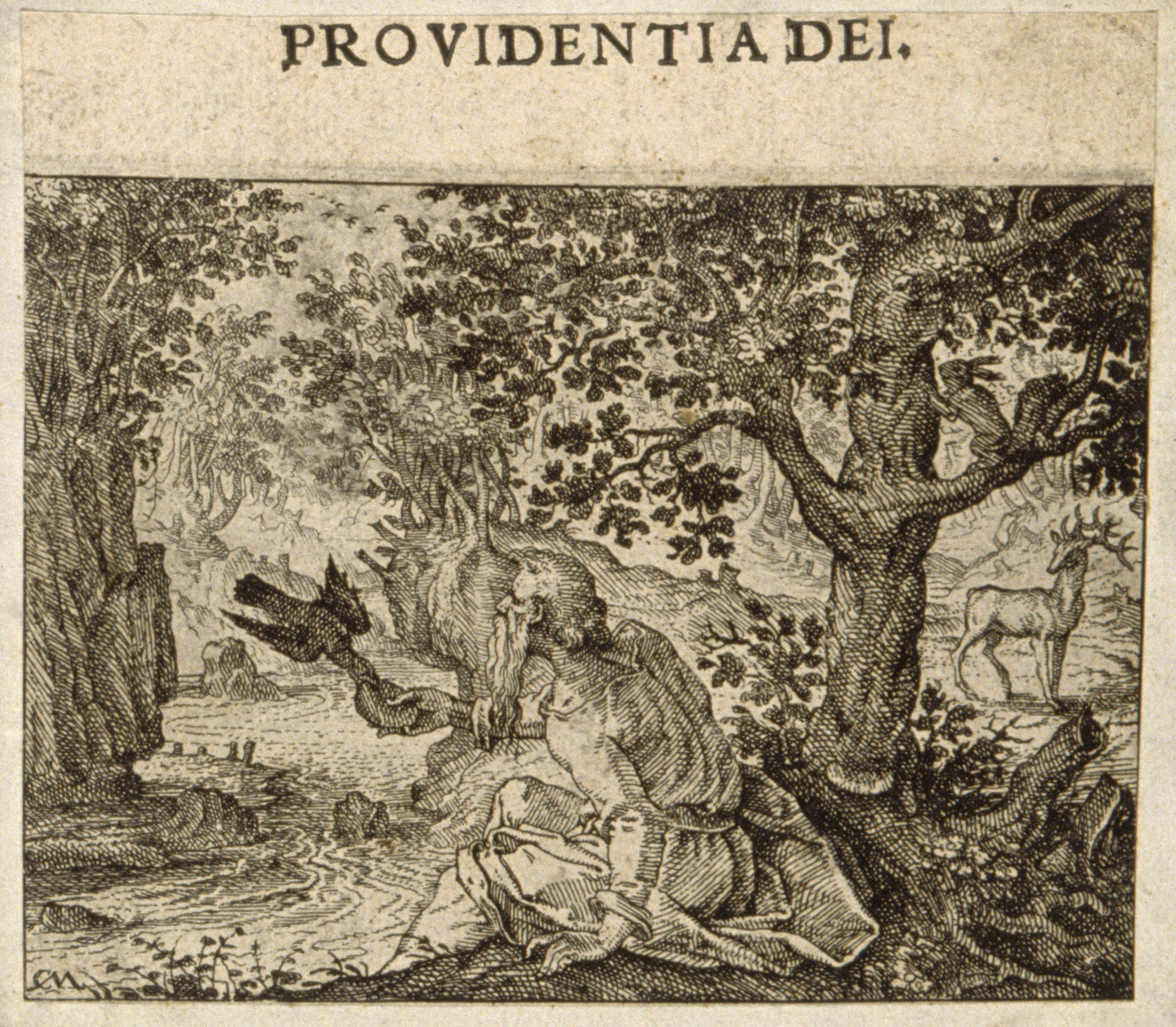
Élie, ermite du mont Carmel

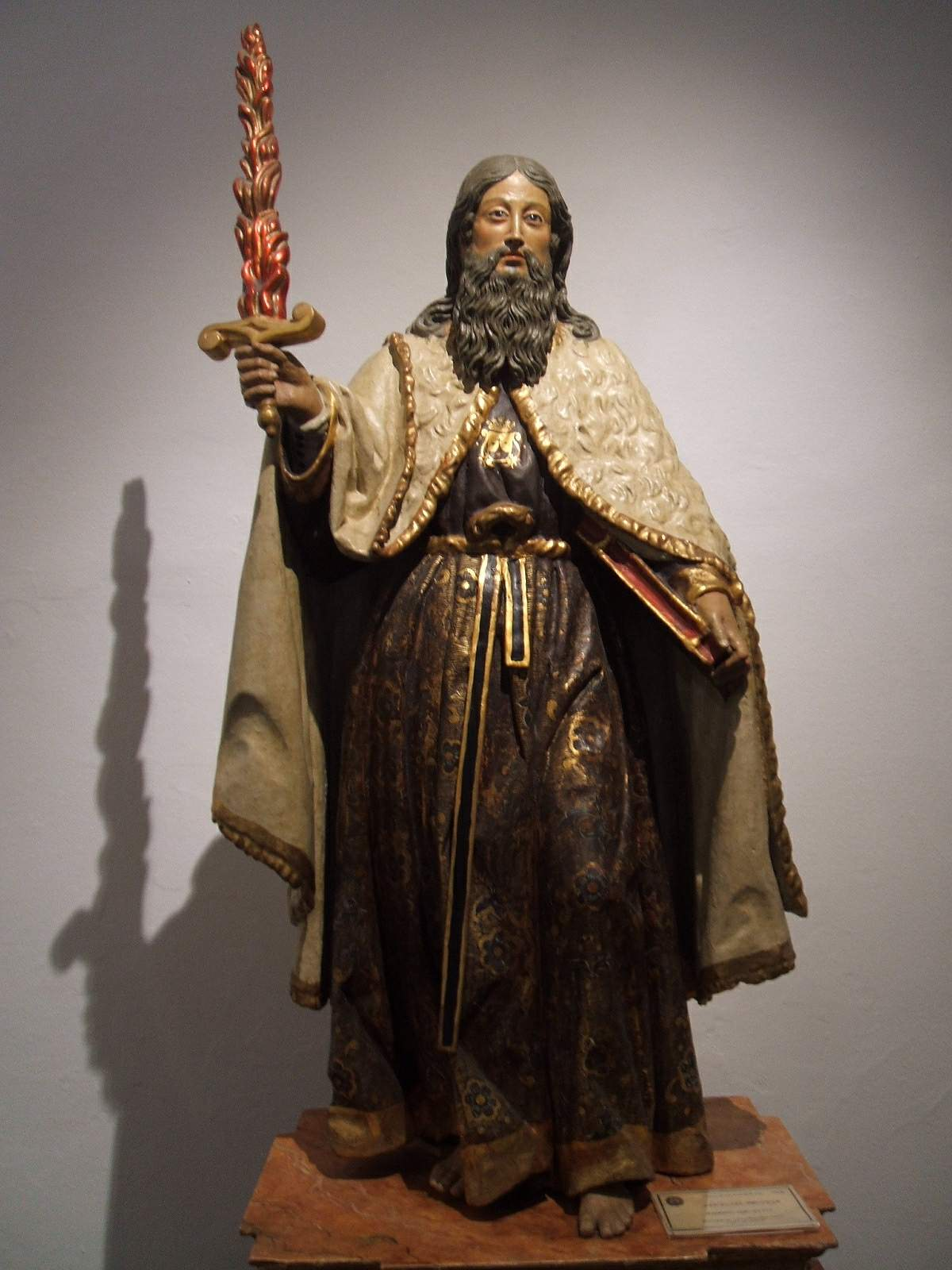
Élie dans l'art carmélitain (Ubeda, musée Jean de la Croix)

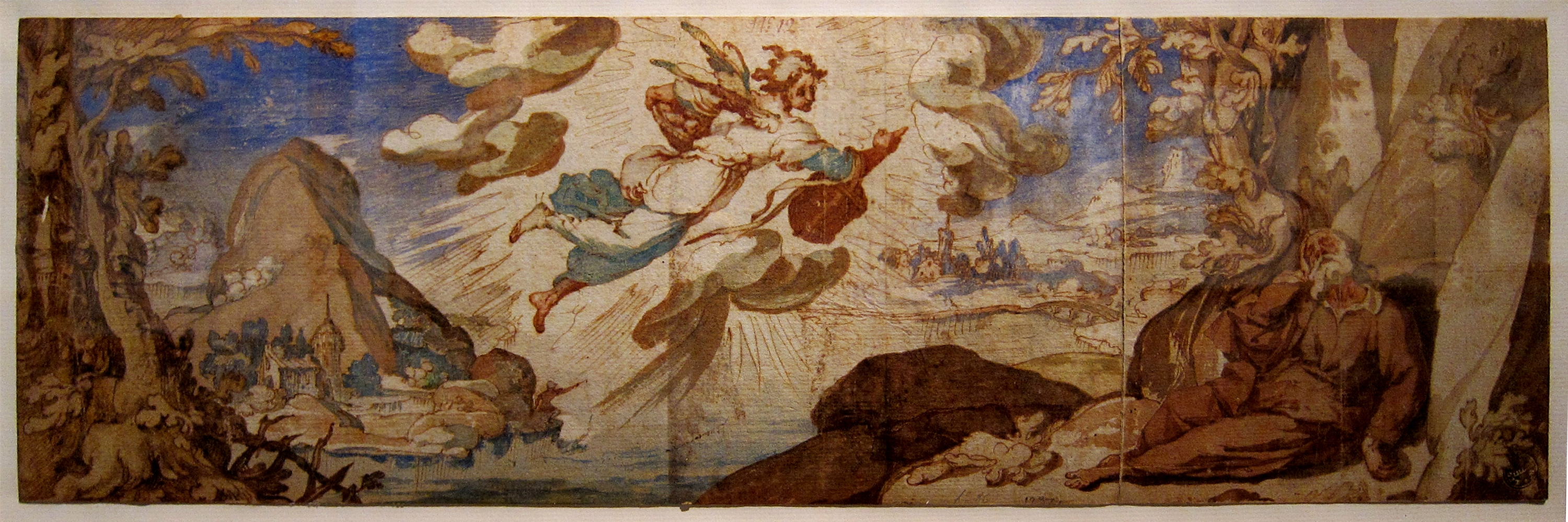
Élie au torrent de Kerit (par Andrea Boscoli)

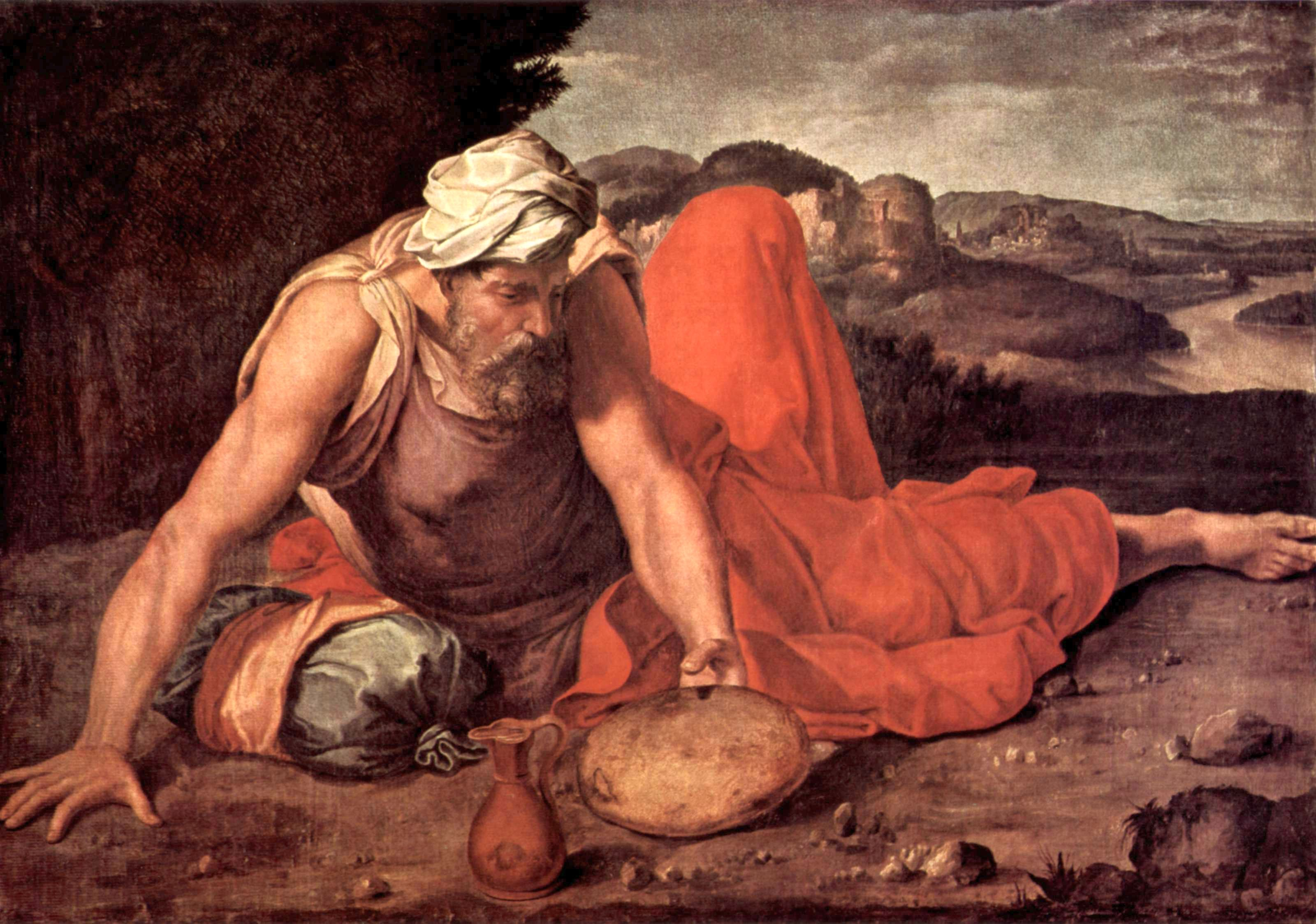
Élie sur le chemin du mont Horeb (par Daniele da Volterra)

Philippe Ribot est né à Gérone (Catalogne), à une date inconnue. Entré dans l'ordre des carmes à Perelada, il devient magister in sacra pagina, c'est-à-dire exégète des saintes Écritures. Il participe aux chapitres généraux de 1372 et 1379. Au cours de ce dernier, il est nommé provincial de Catalogne. En 1385, le chapitre général de l'obédience romaine le confirme dans cette charge. Après avoir assisté au chapitre de l'obédience d'Avignon en 1387, il décède, le 23 septembre 1391, et est enterré dans l'église des carmes de Peralada. Personnalité en rapport avec la cour d'Aragon, il a laissé une réputation d'ascétisme et d'austérité.

## Postérité
Philippe Ribot est l'auteur de trois ouvrages : un traité d'exégèse, portant sur les quatre sens interprétatifs de la Bible (Tractatus de quatuor sensibus) ; un exposé de droit canonique (Tractatus de heresi et de infidelium incredulitate), dans lequel le carme confie la juridiction sur les minorités juives au pouvoir royal et non à l'Inquisition ; et surtout un recueil de spiritualité, portant sur les origines et l'histoire de l'ordre carmélitain (De institutione et peculiaribus gestis religiosorum carmelitarum).
Réparti sur dix livres, ce recueil se présente comme une collection d'œuvres de quatre auteurs différents : 
1. Liber de institutione primorum monachorum... ad Caprasium monachum (L'institution des premiers moines): attribué à Jean XLIV, évêque de Jérusalem, il s'agit du premier exposé systématique de la spiritualité du Carmel, particulièrement de la légende d'Élie, fondateur des carmes ;
2. La Lettre de Cyrille : attribuée à un prétendu ermite du Mont-Carmel, prieur général entre 1221 et 1224, elle permet de faire remonter l'histoire de l'ordre à la Règle de saint Albert de Jérusalem ;
3. De consideratis super Carmelitarum regula : attribuée à Sibert de Beka, cette œuvre expose les raisons de la mitigation de la Règle en 1247 ;
4. Chronique de Guillaume de Sanvico : récit de la migration des carmes vers l'Occident, avec l'abandon subséquent de la province de Terre Sainte[2].

En réalité, l'ensemble de ces textes peut être considéré comme une œuvre originale de Philippe Ribot, qui retrace ainsi l'itinéraire des carmes, depuis le prophète Élie jusqu'au XIIIe siècle. Daté de 1370, De institutione a été traduit, dès le XVe siècle, en anglais, en français, en dialecte de Liège (par Thomas de Lemborch) et en espagnol : c'est d'ailleurs grâce à cette dernière traduction que Thérèse d'Avila est entrée en contact avec les sources du charisme carmélitain. En effet, l'ouvrage de Ribot a longtemps passé pour la Règle primitive du Carmel, surtout après sa première impression, sous le titre Speculum Carmelitanum, à Venise, en 1507. À partir du XVIIe siècle, cependant, le rôle fondateur d'Élie a été remis en question par les Bollandistes, mais cela n'a pas empêché les carmes de soutenir, jusqu'au XXe siècle, la vénérable ancienneté du De institutione.

## Spiritualité

### Une exégèse ascétique
Philippe Ribot trouve son inspiration chez les Pères de l’Église, en particulier Jean Cassien, et dans les traditions bibliques concernant le prophète Élie, telles qu'elles sont conservées au 1er Livre des Rois. C'est ainsi que le premier livre du De institutione présente un discours ascétique très développé, à partir d'un commentaire de 1R 17,2-4. L'auteur y préconise une série de vertus nécessaires au moine : pureté du cœur, solitude, renoncement, humilité, charité, exercice de la présence de Dieu, remise totale de soi dans l'amour. À cet effet, il utilise la figure d’Élie pour présenter le mystère de la vie monastique, sous la double finalité de celle-ci : consacrer ses efforts humains à offrir à Dieu un cœur pur, libre de tout péché actuel, et expérimenter dans le cœur et l'esprit, par un don gratuit de Dieu, la présence divine et la gloire céleste, dès cette vie et après la mort.

### Un itinéraire mystique
L'exégète se livre donc à une interprétation allégorique de l'Ancien Testament, dont la clé de lecture est un christocentrisme fortement marqué. En effet, l'auteur insiste sur l'amour comme moyen d'union à Dieu et signe de la perfection monastique : à ses yeux, l'expérience mystique n'est rien d'autre que la réalisation de la promesse du Christ de se révéler à ceux qui l'aiment. C'est pourquoi les chapitres suivants montrent comment le Christ appelle le disciple à la perfection, en quatre étapes, sur le modèle de l'itinéraire d’Élie : à travers la pauvreté (Va-t-en d'ici), l'obéissance (Dirige-toi vers l'Orient), la chasteté et la solitude (Cache-toi au torrent de Kerit), la purification du péché (A l'est du Jourdain), de manière à recevoir la grâce de l'union divine (Tu boiras au torrent). Sur ce chemin, une longue persévérance, une humble repentance et une prière incessante sont requises (j'ordonne aux corbeaux de te donner à manger là-bas). Pour l'auteur, l'expérience mystique demeure obscure et transitoire : il nie la possibilité de voir Dieu directement ici-bas.

### Un idéal monastique
Les livres II à VI relatent l'histoire des disciples d'Élie à l'époque du Nouveau Testament. Sous une forme mythique, il s'agit d'un exposé sur les idéaux et les valeurs des carmes du XIVe siècle. Si les livres II et III expriment l'importance de la prière liturgique, le livre VI pose les fondements de la dévotion mariale carmélitaine. De nouveau, celle-ci est reliée au cycle d’Élie (1 Rois 18,44) : les ermites attendaient la venue de la Vierge en raison d'une vision qu'avait eue le prophète d'un nuage au-dessus du mont Carmel. Ayant reconnu dans la pureté virginale de Marie la quintessence du vœu monastique de chasteté, leurs successeurs appellent la Vierge leur sœur, et se nomment eux-mêmes Frères de la Vierge Marie.

#### Œuvres
- (la) Tractatus de quatuor sensibus sacrae scripturae.
- (la) Tractatus de heresi et de infidelium incradulitate et de horum criminum judice.
- (la) Decem libri de institutione et peculiaribus gestis religiosorum carmelitarum, compilation de différents ouvrages dont Liber de institutione primorum monachorum. Manuscrit (MS 156) consultable en ligne sur Overnia.
- Philippe Ribot et Pascale Dominique Nau, L'institution des premiers moines, Éditions du Carmel, coll. « Carmel Vivant », mars 2013, 94 p. (ISBN 978-2847132045).

#### Études
- F. de Sainte-Marie (traducteur), Les plus vieux textes du Carmel, Paris, Seuil, 1945, p. 99-141.
- P. Chandler, « Ribot Philippe », Dictionnaire de spiritualité ascétique et mystique, Paris, Beauchesne, t. XIII,‎ 1987, p. 537-539.